# Мазунінське лісничество
Мазу́нінське лісни́чество (рос. Мазунинское лесничество, удм. Мазунинское лесничество) — присілок у складі Камбарського району Удмуртії, Росія.
Населення — 176 осіб (2010; 235 у 2002).
Національний склад:
- росіяни — 63 %

До 2004 року присілок мав статус селища.